# Verticordia decussata
Verticordia decussata là một loài thực vật có hoa trong Họ Đào kim nương. Loài này được S.T.Blake ex Byrnes miêu tả khoa học đầu tiên năm 1977.